# Billy Costello
Billy Costello (* 4. April 1956 in Kingston, New York, USA als William Castiglioni; † 29. Juni 2011) war ein US-amerikanischer Boxer.
Bei den Amateuren gewann er unter anderem im Jahre 1978 im Leichtgewicht die New York Daily News Golden Gloves und im Halbweltergewicht die Intercity Golden Gloves.
Bei den Profis wurde er Ende Januar 1984 WBC-Weltmeister im Halbweltergewicht und hielt diesen Gürtel bis 21. August 1985.